# Clitoria woytkowskii
Clitoria woytkowskii es una especie botánica de árbol leguminosa en la familia de las Fabaceae.
Es endémica del Perú. Está amenazada por pérdida de hábitat.

## Taxonomía
Clitoria woytkowskii fue descrita por Fantz y publicado en Sida 9(4): 293–294, f. 1. 1982.
Etimología
Clitoria: nombre genérico que hace referencia a su parecido con un clítoris. A los botánicos del siglo XVIII como Linneo (que bautizó este género), no les preocupaba tanto como a los actuales nombrar las plantas por su parecido a partes íntimas de la anatomía humana y Clitoria es uno de esos casos.
woytkowskii: epíteto